# Небо над моей Луизианой
«Небо над моей Луизианой» (англ. My Louisiana Sky) — американский драматический фильм 2001 года, снятый режиссёром Адамом Аркином. Экранизация одноимённого романа Кимберли Уиллис Холт.

## Сюжет
Двенадцатилетняя девочка Тайгер Энн Паркер живёт с умственно неполноценной матерью Корриной и бабушкой Джуэль. Вскоре Джуэль умирает от сердечного приступа. Осознавая ущербность матери, Тайгер изо всех сил пытается в какой-то мере заменить бабушку в качестве главы семьи. Приехавшая из Батон-Ружа тётя Дори, мамина сестра, забирает на несколько дней Тайгер в город, где девочка смотрит на всё другими глазами. Тётя Дори просит свою домработницу помочь семье своей сестры, и Тайгер вместе с нею возвращается к родителям…

## В ролях
- Джульетт Льюис — Дори Кей
- Келси Кил — Тайгер Энн Паркер
- Ширли Найт — Джуэль Рэмзи
- Амелия Кэмпбелл[англ.] — Коррина Рэмзи Паркер
- Крис Оуэнс — Лонни Паркер
- Карен Робинсон[англ.] — Магнолия
- Майкл Сера — Джесси Уэйд Томпсон
- Нола Аугустсон — миссис Томпсон
- Роберт Хейли — мистер Томпсон
- Руди Уэбб — Отис Калхун
- Нил Гирвен — Милтон Ламберт
- Джоди Расикот[фр.] — коротышка
- Ксения Соло — Эбби Линн Андерс
- Керри Дори — доктор Рэнделл
- Барри Стиллуэлл — брат Дэйв
- Морин Киркпатрик — библиотекарь

## Критика
Стивен Оксмен из Variety отметил что «фильм небрежно избегает реальности, что делает его одновременно сносно несентиментальным и при этом полностью фальшивым». Джон Леонард из New York Magazine сравнил актёрские и режиссёрские способности Аркина, написав, что тому «...намного лучше находиться за камерой, нежели перед ней. Он хорошо руководит съёмочным процессом и умеет быть по-настоящему дерзким».